# Заслуженный работник образования Республики Марий Эл
Заслуженный работник образования Республики Марий Эл (луговомар. Марий Эл Республикысе образованийжын сулло пашаеҥже) — государственная награда, почётное звание Республики Марий Эл.

## История
Учреждено Указом Президиума Верховного Совета Марийской АССР от 23 декабря 1990 года.

## Основания награждения
Установлено для высокопрофессиональных учителей, преподавателей, воспитателей и других работников дошкольных учреждений, общеобразовательных учреждений всех видов, учреждений дополнительного (внешкольного) образования, детских домов, учреждений начального, среднего и высшего профессионального образования, учреждений высшего педагогического образования, институтов повышения квалификации работников образования, органов управления образования за заслуги в педагогической и воспитательной деятельности, обеспечивающей получение обучающимися и воспитанниками глубоких знаний, развитие и совершенствование их творческого потенциала, в создании учебно-методических пособий, программ, авторских методик, за участие в научно-методическом обеспечении образовательного процесса, работающих по специальности 15 и более лет.
Присваивается Главой Республики Марий Эл (ранее Президиумом Верховного Совета Марийской АССР) с вручением удостоверения и нагрудного знака. По состоянию на 1 июля 2008 года звания удостоены 663 человека.

## Список обладателей почётного звания
- Красилова Людмила Григорьевна (1995)[1]
- Нагорный Сергей Иванович (2000)[2]
- Яшин Сергей Васильевич (2008)[3]
- Панов Игорь Иванович (2010)[4]
- Муравьёв Анатолий Васильевич (2011)[5]